# رمضان في الولايات المتحدة

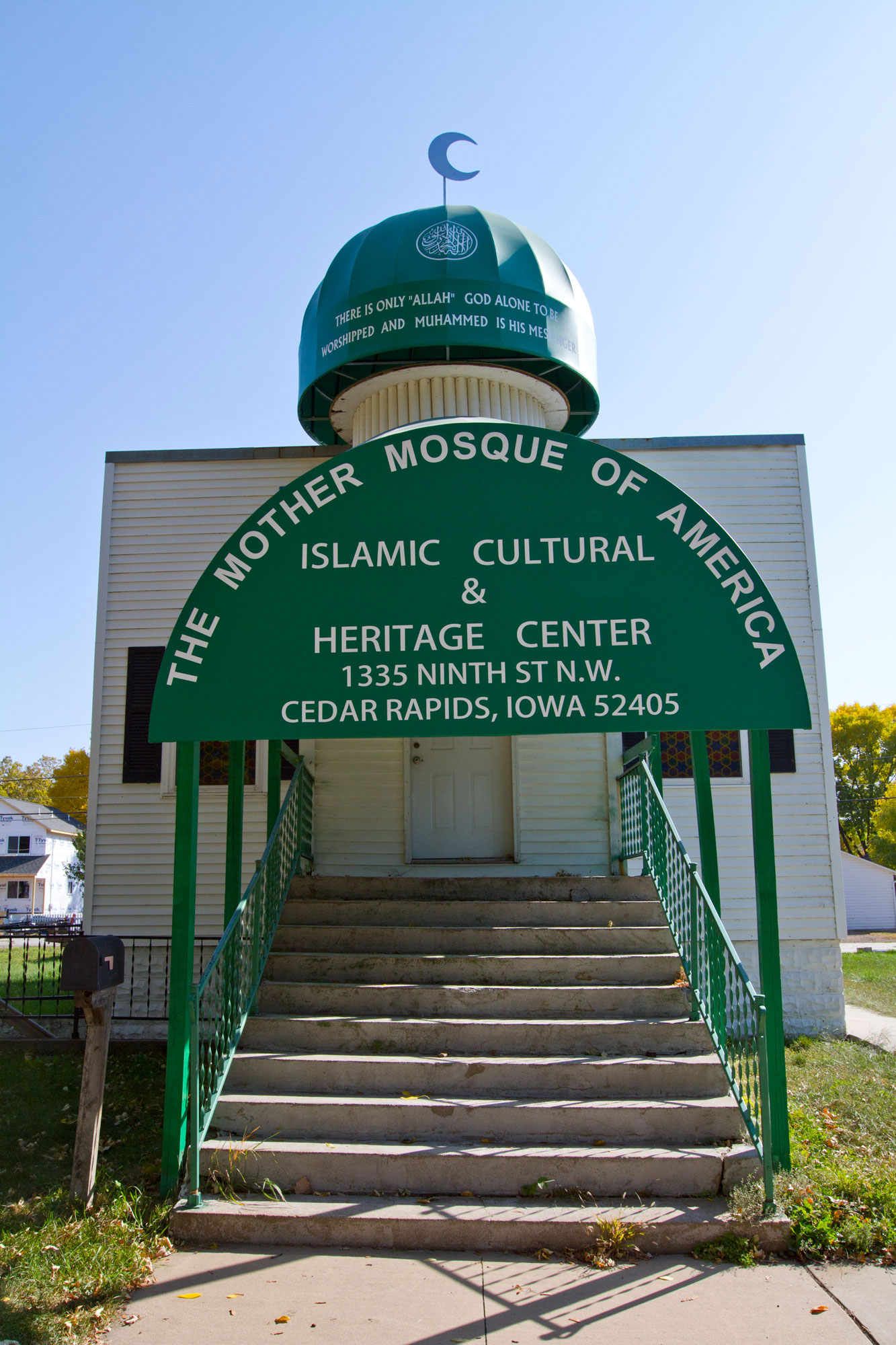
مسجد في أمريكا تقام فيه الصلوات وصلاة التراويح في رمضان.

رمضان في الولايات المتحدة:(بالإنجليزية: Ramadan in the United States)‏ شهر رمضان المبارك يحتفل به ويمارس بشكل خاص من قبل المسلمين الذين يعيشون في الولايات المتحدة.

## الصيام
يصوم المسلمون في الولايات المتحدة خلال ساعات النهار، حيث يمتنعون عن تناول الطعام والشراب من الفجر حتى المغرب. يتم الامتناع عن التدخين والمشروبات الكحولية والتصرفات غير الملائمة خلال فترة الصوم.

### إفطار الصائمين
يُعد إفطار الصائمين وقتًا مهمًا في رمضان في أمريكا. يتجمع المسلمون في المساجد والمراكز الإسلامية لتناول وجبة الإفطار المشتركة بعد غروب الشمس. يتم تبادل الأطعمة وتعزيز التواصل الاجتماعي في هذه اللحظة.

## صلاة التراويح
تُقام صلاة التراويح في المساجد والمراكز الإسلامية خلال شهر رمضان. يحضر المسلمون لأداء الصلاة الجماعية وقراءة القرآن الكريم. تُنظم أيضًا محاضرات وبرامج دينية وتربوية خاصة برمضان في هذه الأماكن.

## الأعمال الخيرية والتصدق
يشجع المسلمون في أمريكا على ممارسة الأعمال الخيرية والتصدق خلال رمضان. يتبرع الناس بالطعام والمساعدات المالية للفقراء والمحتاجين، وتُنظم حملات جمع التبرعات لدعم الأعمال الخيرية والمشاريع الاجتماعية داخل أمريكا وخارجها.

## التواصل والتعايش الاجتماعي
رمضان في أمريكا يشهد التواصل والتعايش الاجتماعي بين المسلمين وغير المسلمين. تُنظم مآدب إفطار مشتركة حيث يتم دعوة أفراد غير مسلمين لتجربة الإفطار وتبادل الثقافات والمعرفة.

## التعبد والعبادة الشخصية
يُعتبر رمضان وقتًا للتعبد الشخصي والقرب من الله. يحرص المسلمون في أمريكا على قراءة القرآن الكريم وأداء الصلوات والأذكار الخاصة برمضان وتعزيز روحانيتهم.

## تحديات تواجه المسلمين في أمريكا خلال رمضان
يواجه المسلمون في أمريكا بعض التحديات أثناء صيامهم وممارسة رمضان في بيئة غير إسلامية. ومن التحديات الشائعة التي قد يواجهها المسلمون في أمريكا خلال شهر رمضان:
- التحديات الغذائية: قد يكون من الصعب العثور على المأكولات الحلال أو الوجبات التي تتوافق مع احتياجات الصائمين في بعض المناطق. قد يحتاج المسلمون للبحث عن محلات البقالة الخاصة أو المطاعم التي تقدم وجبات حلال.
- الأدوات والتسهيلات: قد يكون من التحديات الأخرى هو عدم توفر بعض الأدوات والتسهيلات التي يحتاجها المسلمون لممارسة رمضان بشكل كامل. على سبيل المثال، مكان مناسب لأداء الصلاة أو الوقت الكافي للاستراحة والاستجمام خلال النهار.
- التواصل والتفاهم: في بعض الأحيان، يحتاج المسلمون في أمريكا إلى التواصل والتفاهم مع الزملاء والأصدقاء غير المسلمين حول احتياجاتهم ومتطلباتهم الدينية خلال رمضان. قد يكون من التحديات توضيح الأعراف والتقاليد الإسلامية وتوقعات الصائمين.
- التحديات المجتمعية: قد يواجه المسلمون في أمريكا بعض التحديات المجتمعية أو التحيزات السلبية خلال رمضان. يمكن أن يواجهوا تحديات في ممارسة العبادات العامة أو تعامل الآخرين مع تغيرات في سلوكهم ونمط حياتهم خلال الشهر الفضيل.

على الرغم من هذه التحديات، يواجه المسلمون في أمريكا الصيام بروح إيجابية وحماس، ويجتهدون في تجاوز التحديات المطروحة والمحافظة على روحانيتهم وتعايشهم السلمي مع المجتمع المحيط.